# Viaducto Otávio Rocha
El Viaducto Otávio Rocha es una destacada obra de ingeniería civil en Porto Alegre, Brasil. Está situado en el centro de la ciudad, siguiendo el curso de la Rúa Duque de Caxias cuando cruza a la Avenida Borges de Medeiros.

## Historia
Los orígenes del viaducto se remontan a 1914 cuando el primer plan director de la ciudad previó la apertura de una calle para conectar las zonas este, sur y centro de Porto Alegre, hasta entonces aisladas por el llamado "morrinho". Sin embargo, su construcción sólo se decidió en 1926 cuando el Intendente Otávio Rocha, junto con el presidente del Estado Borges de Medeiros, ordenaron la apertura efectiva de la actual Avenida Borges de Medeiros. Esta decisión exigió un considerable rebaje del terreno interrumpiendo el curso de la rúa Duque de Caxias y obligando a la creación de una vía elevada para reconstruir su paso.
En 1927 se aprobó un proyecto de los ingenieros Manoel Barbosa Assumpção Itaqui y Duilio Bernardi, y al año siguiente se iniciaron las expropiaciones necesarias. Se convocó una licitación para la ejecución de las obras que fue ganada por la Companhia Construtora Dyckerhoff & Widmann. Fue entregado a la población en 1932.

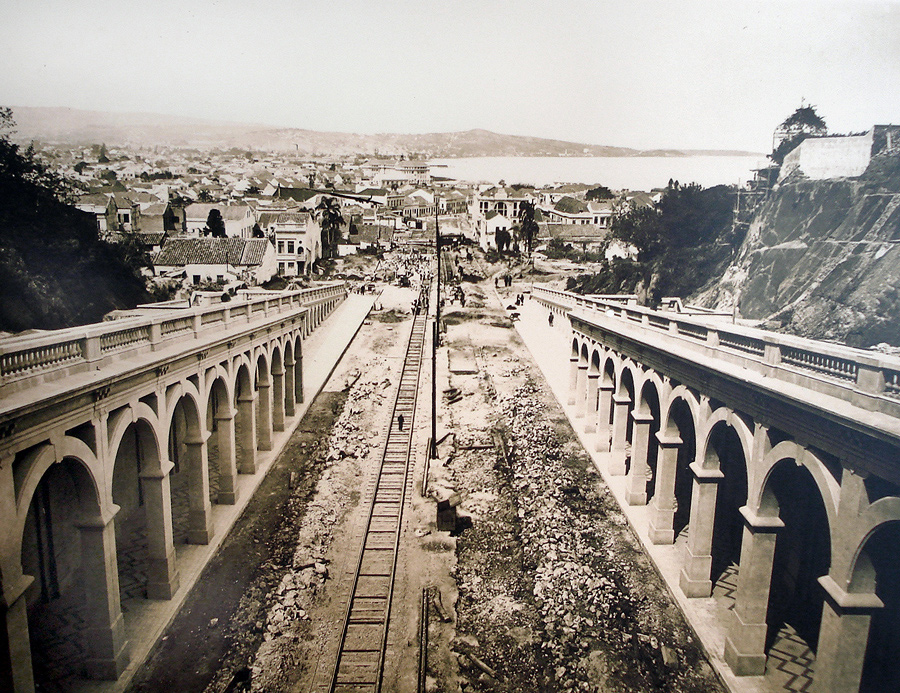
Abertura de la avenida Borges de Medeiros y construcción del Viaducto Otávio Roca. Foto de la década de 20 propiedad del Museo Joaquim Felizardo

El viaducto es una estructura de hormigón armado con tres vanos. En el centro, a nivel de la avenida, hay dos pórticos transversales con dos grandes hornacinas, donde hay grupos escultóricos creados por Alfred Adloff. A ambos lados de la Avenida Borges se han construido amplias escaleras de acceso hasta el nivel del viaducto, apoyadas en grandes arcadas, bajo las cuales hay una serie de pequeños comercios e instalaciones sanitarias. Los parapetos de las rampas y del viaducto tienen una balaustrada decorativa.
Cada acera está revestida con baldosas de cemento, y el revestimiento está enlucido con granito en polvo, imitando la piedra labrada. Desde su construcción, el Viaducto Otávio Rocha es un importante punto de referencia de Porto Alegre. Sus características arquitectónicas, así como su relevancia sociocultural, llevaron al municipio a inscribirlo en como patrimonio histórico el 31 de octubre de 1988..
Entre 2000 y 2001 fue completamente renovado y las 36 tiendas fueron revitalizadas con nuevos suelos, marcos de ventanas e instalaciones eléctricas, de fontanería y telefonía. Sin embargo, el viaducto aún sufre vandalismo y depredación además de que la avenida Borges de Medeiros es una de las vías de Porto Alegre con mayor número de robos a peatones.

### Ley 10.541 de 2008
ras la promulgación de la Ley Nº 10541, del 19 de septiembre de 2008, el espacio público superior del viaducto pasó a denominarse "Paseo de las Cuatro Estaciones" (en portugués: Passeio das Quatro Estações). Cada una de las cuatro escaleras está ahora etiquetada con una señal estacional: 
- Paseo de Verano: comienza en la rúa Jerônimo Coelho y termina en la rúa Duque de Caxias, a la derecha del viaducto, en dirección norte-sur;
- Paseo de Otoño - comenzando en la rúa Jerônimo Coelho y terminando en la rúa Duque de Caxias, en el lado izquierdo del viaducto, en dirección norte-sur;
- Paseo de Invierno: comienza en la rúa Duque de Caxias y termina en la rúa Coronel Fernando Machado, en el lado derecho del viaducto, en dirección norte-sur; y
- Paseo de la Primavera - con inicio en la rúa Duque de Caxias y final en la rúa Coronel Fernando Machado, en el lado izquierdo del viaducto, en dirección norte-sur.